# Савулівка
Савулівка — колишнє село в Україні, Оржицькому районі Полтавської області. Було підпорядковане Райозерській сільській раді. 
Село позначена на карті 1860-70-х рр. як хутір Єсауленка (Олександрина-Долина) Мокро-Іржавський. У хуторі було 34 двори. На місці північної окремої частини села позначено безіменний хутір та колодязь. На місці окремої південної частини села позначено лише вітряки.
1986 р. у селі мешкало бл. 40 осіб. Воно складалося із трьох окремих частин - основна, розташована за 1,5 км на північ від Райозера, північна, що складалася із окремих дворів, розташована за 0,5 км на південь від села Несено-Іржавець та південна, що відокремлювалася від Райозера річкою Іржавець і прилягала до тієї частини села, яка розташовувалася по цей бік річки.
Зняте з обліку рішенням Полтавської обласної ради від 17 вересня 2008 року. Частина Саулівки, безпосередньо прилегла до села Райозеро, має населення, проте нині є частиною Райозера.